# John Cannon (Rennfahrer)
John Cannon (* 21. Juni 1933 in London; † 18. Oktober 1999 in New Mexico) war ein kanadischer Autorennfahrer.

## Karriere
John Cannon wurde in London geboren und verbrachte seine Jugend in Kalifornien, wo er begann Autorennen zu fahren. Sein erstes Rennfahrzeug war ein Elva Courier. Anfang der 1960er-Jahre startete er vor allem bei kleinen Sportwagenveranstaltungen, ehe er sich der populären CanAm-Serie zuwandte.
1968 fuhr er ein großartiges Rennen in Laguna Seca, als er im Regen das gesamte Feld mindestens einmal überrundete und einen klaren Sieg feierte. Dieser Erfolg öffnete ihm die Tür zum Monoposto-Sport. 1969 startete er in der Formula A. Cannon gewann drei Rennen und wurde Vierter in der Meisterschaft. 1970 folgte der Aufstieg in die nächsthöhere Rennserie, der SCCA-Serie, deren Meistertitel Cannon gewinnen konnte.
1971 kam Cannon nach Europa um eine volle Saison in der Formel-2-Europameisterschaft zu bestreiten. Allerdings blieben hier die großen Erfolge aus. 1971 bestritt Cannon auch seinen einzigen Formel-1-Grand-Prix. B.R.M. vertraute ihm einen Werkswagen, den BRM P153, an, damit Cannon damit den Großen Preis der USA in Watkins Glen bestreiten konnte. Mit drei Runden Rückstand auf den Sieger François Cevert beendete er das Rennen als 14.
Bis Ende der 1970er-Jahre fuhr Cannon Autorennen. Er ging wieder in der CanAm-Serie an den Start, bestritt Rennen in der USAC-Rennserie und in der Formel 5000, ehe er sich nach 15 Jahren im Rennsport ins Privatleben zurückzog.
Cannon starb im Herbst 1999 bei einem Absturz mit einem Leichtflugzeug.

## Statistik

### Sebring-Ergebnisse
| Jahr | Team              | Fahrzeug                       | Teamkollege    | Platzierung | Ausfallgrund |
| ---- | ----------------- | ------------------------------ | -------------- | ----------- | ------------ |
| 1963 | NART              | Ferrari 250 GTO                | Joakim Bonnier | Rang 13     |              |
| 1964 | Mecom Racing Team | Chevrolet Corvette Grand Sport | A. J. Foyt     | Rang 22     |              |
| 1965 | Mecom Racing Team | Lola T70                       | Jack Saunders  | Ausfall     | Ölkühler     |
| 1967 | Ed Hugus          | Porsche 906                    | Ed Hugus       | Ausfall     | Motorschaden |

### Einzelergebnisse in der Sportwagen-Weltmeisterschaft
| Saison | Team                           | Rennwagen                          | 1   | 2   | 3   | 4   | 5   | 6   | 7   | 8   | 9   | 10  | 11  | 12  | 13  | 14  | 15  | 16  | 17  | 18  | 19  | 20  | 21  | 22  |
| ------ | ------------------------------ | ---------------------------------- | --- | --- | --- | --- | --- | --- | --- | --- | --- | --- | --- | --- | --- | --- | --- | --- | --- | --- | --- | --- | --- | --- |
| 1963   | NART                           | Ferrari 250 GTO                    | DAY | SEB | SEB | TAR | SPA | MAI | NÜR | CON | ROS | LEM | MON | WIS | TAV | FRE | CCE | RTT | OVI | NÜR | MON | MON | TDF | BRI |
| 1963   | NART                           | Ferrari 250 GTO                    | 15  |     | 13  |     |     |     |     |     |     |     |     |     |     |     |     |     |     |     |     |     |     |     |
| 1964   | Ulf Norinder Mecom Racing Team | Ferrari 250 GTO Chevrolet Corvette | DAY | SEB | TAR | MON | SPA | CON | NÜR | ROS | LEM | REI | FRE | CCE | RTT | SIM | NÜR | MON | TDF | BRI | BRI | PAR |     |     |
| 1964   | Ulf Norinder Mecom Racing Team | Ferrari 250 GTO Chevrolet Corvette | 5   | 22  |     |     |     |     |     |     |     |     |     |     |     |     |     |     |     |     |     |     |     |     |
| 1965   | Mecom Racing Team              | Lola T70                           | DAY | SEB | BOL | MON | MON | RTT | TAR | SPA | NÜR | MUG | ROS | LEM | REI | BOZ | FRE | CCE | OVI | NÜR | BRI | BRI |     |     |
| 1965   | Mecom Racing Team              | Lola T70                           | DNF |     |     |     |     |     |     |     |     |     |     |     |     |     |     |     |     |     |     |     |     |     |
| 1967   | Ed Hugus                       | Porsche 906                        | DAY | SEB | MON | SPA | TAR | NÜR | LEM | HOK | MUG | BRH | CCE | ZEL | OVI | NÜR |     |     |     |     |     |     |     |     |
| 1967   | Ed Hugus                       | Porsche 906                        | DNF |     |     |     |     |     |     |     |     |     |     |     |     |     |     |     |     |     |     |     |     |     |
| 1970   | Randy’s Auto Body              | Lola T70                           | DAY | SEB | BRH | MON | TAR | SPA | NÜR | LEM | WAT | ZEL |     |     |     |     |     |     |     |     |     |     |     |     |
| 1970   | Randy’s Auto Body              | Lola T70                           | DNF |     |     |     |     |     |     |     |     |     |     |     |     |     |     |     |     |     |     |     |     |     |
| 1977   | Ramsey Ferrari                 | Ferrari 365 GTB/4                  | DAY | MUG | DIJ | MON | SIL | NÜR | VAL | PER | WAT | EST | LEC | MOS | IMO | SAL | BRH | HOK | VAL |     |     |     |     |     |
| 1977   | Ramsey Ferrari                 | Ferrari 365 GTB/4                  | 30  |     |     |     |     |     |     |     |     |     |     |     |     |     |     |     |     |     |     |     |     |     |